# 里夫·拉弗伦茨
里夫·安德鲁·拉弗伦茨（英語：Raef Andrew LaFrentz，1976年5月29日—），前美国NBA联盟职业篮球运动员。他在1998年的NBA选秀中第1轮第3顺位被丹佛掘金选中。